# Trasformata discreta del coseno

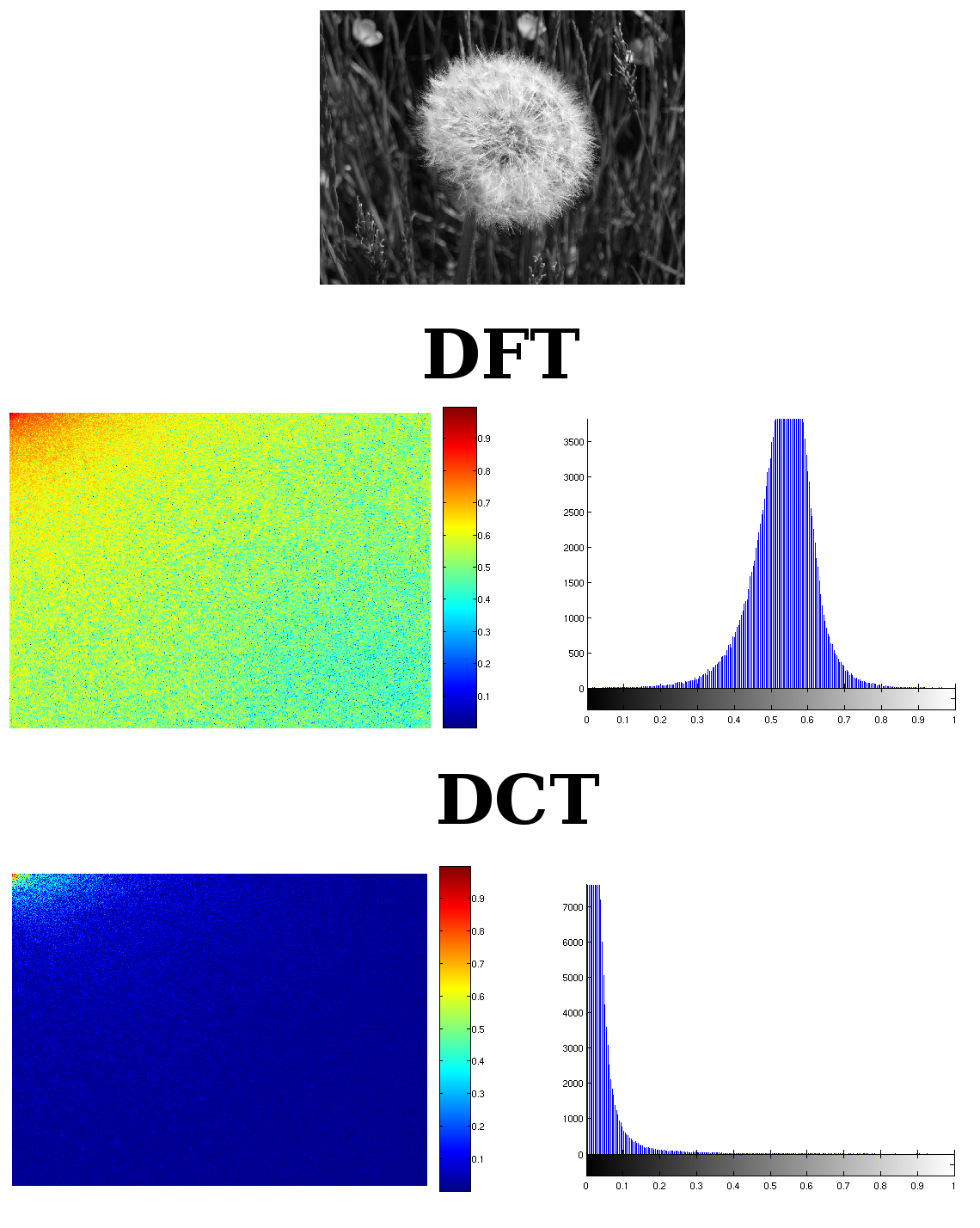
Confronto tra la trasformazione discreta di Fourier (DFT) e la trasformata discreta del coseno (DCT tipo II) di un'immagine. Da notare come lo spettro della DFT sia più diffuso dello spettro della DCT. La DCT concentra le informazioni nelle basse frequenze.

La trasformata discreta del coseno o DCT (dall'inglese Discrete Cosine Transform), è la più diffusa funzione che provvede alla compressione spaziale, capace di rilevare le variazioni di informazione tra un'area e quella contigua di un'immagine digitale trascurando le ripetizioni; la funzione che supporta la compressione temporale è affidata invece ad un apposito "vettore movimento", che individua le componenti dinamiche tralasciando quelle statiche.

## Descrizione
È una trasformata simile alla trasformata discreta di Fourier (DFT), ma fa uso solo di numeri reali. È equivalente a una DFT di lunghezza circa doppia, che opera su funzioni reali e pari (dato che la trasformata di Fourier di una funzione reale e pari è reale e pari a sua volta), dove in alcune varianti l'input e/o l'output sono traslati di mezzo campione.
La variante più comune della trasformata discreta del coseno è la DCT tipo II che è spesso chiamata semplicemente "la DCT"; la sua inversa, la DCT tipo III è, in corrispondenza, chiamata spesso DCT inversa o "la IDCT".
Due trasformazioni correlate sono la trasformata discreta del seno (DST), che è equivalente ad una DFT su numeri reali e funzioni dispari e la trasformata discreta modificata del coseno (MDCT), che è basata su una DCT di dati sovrapposti.

### Definizione formale
La DCT in una dimensione, per una successione di lunghezza N, è definita come:
{\displaystyle {\mathcal {C}}(u)=\alpha (u)\sum _{x=0}^{N-1}f(x)\cos \left[{\frac {\pi (2x+1)u}{2N}}\right]},
per {\displaystyle u=0,\dots ,N-1}
dove {\displaystyle \alpha (u)={\begin{cases}{\sqrt {1/N}},&{\mbox{se }}u=0\\{\sqrt {2/N}},&{\mbox{se }}u\neq 0.\end{cases}}}

## Applicazioni
La DCT, e in particolare la DCT-II, è spesso usata nell'elaborazione dei segnali e delle immagini, specialmente per la compressione con perdita. Per esempio, l'algoritmo JPEG è basato sulla Trasformata discreta del coseno bidimensionale, che viene applicata su blocchi di 8x8 pixel, e i cui risultati sono poi quantizzati e compressi con tecniche basate sull'entropia (come la Codifica di Huffman o la Codifica aritmetica).